# Panchlorinae
Panchlorinae es una subfamilia de insectos blatodeos de la familia Blaberidae. Esta subfamilia comprende 54 especies divididas en cinco géneros.

## Géneros
Los cinco géneros de la subfamilia Panchlorinae son los siguientes:
- Achroblatta
- Anchoblatta
- Biolleya
- Panchlora
- Pelloblatta

La gran mayoría de las especies (49) están incluidas en el género Panchlora.